# Roberto D'Amico
Roberto D'Amico (Charleroi, 7 mei 1967) is een Belgisch marxistisch politicus voor de PVDA (PTB).

## Levensloop
D'Amico werkte dertig jaar als elektricien bij machinebouwer Caterpillar in Gosselies, waarvan 26 jaar in de nachtdienst. In dit bedrijf was hij ook syndicaal afgevaardigde van de socialistische vakbond FGTB. Na de sluiting van Caterpillar in 2016 werkte hij twee jaar als maatschappelijk werker.
Voor de PVDA-PTB zetelt D'Amico sinds december 2018 als gemeenteraadslid van Charleroi. Bij de federale verkiezingen van mei 2019 werd hij vanop de derde plaats van de Henegouwse PVDA-kieslijst eveneens verkozen in de Kamer van volksvertegenwoordigers. Van augustus 2023 tot juni 2024 was hij daar voorzitter van de commissie Gezondheid en Gelijke Kansen.
Bij de federale verkiezingen van juni 2024 kreeg hij de tweede plaats van de PVDA-PTB-lijst in Henegouwen en als dusdanig verkozen voor een tweede termijn als Kamerlid. Sinds juli 2024 is D'Amico voorzitter van de commissie Economie, Consumentenbescherming en Digitale Agenda.